# Burttianthus
Burttianthus, biljni rod  iz porodice kozlačevki dio tribusa Schismatoglottideae, potporodica Aroideae.
Rod je nastao 2018. izdvajanjem sedam vrsta iz roda Aridarum. Ove vrste su trajnice, sve su endemi sa Bornea.

## Vrste
1. Burttianthus caulescens (M.Hotta) S.Y.Wong & P.C.Boyce
2. Burttianthus hansenii (Bogner) S.Y.Wong & P.C.Boyce
3. Burttianthus longipedunculatus (M.Hotta) S.Y.Wong & P.C.Boyce
4. Burttianthus orestus (S.Y.Wong, S.L.Low & P.C.Boyce) S.Y.Wong & P.C.Boyce
5. Burttianthus purseglovei (Furtado) S.Y.Wong & P.C.Boyce
6. Burttianthus spissus (S.Y.Wong, S.L.Low & P.C.Boyce) S.Y.Wong & P.C.Boyce
7. Burttianthus veluntandrus (S.Y.Wong, S.L.Low & P.C.Boyce) S.Y.Wong & P.C.Boyce